# Tân Ước
Tân Ước, còn gọi là Tân Ước Hi văn hoặc Kinh Thánh Hi văn (Tiếng Anh: New Testament) là phần cuối của Kinh Thánh Kitô giáo, được viết bằng tiếng Hy Lạp bởi nhiều tác giả vô danh trong khoảng từ sau năm 45 Công nguyên tới trước năm 140 Công nguyên (sau Cựu Ước). Từ "Tân Ước" được dịch từ tiếng Latinh là Novum Testamentum, nguyên ngữ Hi văn là Kainē Diathēkē (Καινή Διαθήκη), có nghĩa là "Giao ước mới". Thuật ngữ "Tân Ước" lúc đầu được Kitô hữu dùng để miêu tả mối tương giao giữa họ và Thiên Chúa, về sau được dùng để chỉ một tuyển tập gồm 27 sách.

## Các sách của Tân Ước
Tân Ước có tổng cộng 27 sách, những sách này được viết bởi các tác giả khác nhau, vào các thời điểm khác nhau và tại các nơi chốn khác nhau. Khác với Cựu Ước, Tân Ước được trước tác trong một quãng thời gian tương đối ngắn, khoảng chừng một thế kỷ hoặc hơn. Dưới đây là danh mục các sách của Tân Ước với tên của những người được cho là tác giả.

### Các sách Phúc âm
Trọng tâm của các sách Phúc âm là cuộc đời, sự chết và sự phục sinh của Chúa Giê-su:
- Phúc Âm Matthew* - Mátthêu (hoặc Ma-thi-ơ), người thu thuế trở nên sứ đồ.
- Phúc Âm Mark* - Máccô (hoặc Mác), môn đệ của Phê-rô và sau đó trở thành người rao giảng tin mừng.
- Phúc Âm Luke* – Luca, một thầy thuốc, người đã viết Phúc Âm theo Luke và sách Công Vụ Tông Đồ, ông cũng là bạn thân của Paul.
- Phúc Âm John – Gioan (hoặc Giăng), ngư dân trở nên sứ đồ.

Gọi là nhóm Phúc Âm Nhất Lãm (hoặc Phúc Âm Đồng quan).

### Sách Lịch sử
Lịch sử hội Thánh tiên khởi, sau khi Chúa Giê-su không còn hiện diện cùng với các Tông đồ, được ký thuật trong sách Công vụ các Sứ đồ (Công vụ Tông đồ).

### Các thư tín
Các Thư Tín bao gồm nhiều bức thư được viết để gởi các cá nhân hoặc các giáo đoàn (congregation). Trong nhiều thư tín, các tác giả trình bày những luận điểm thần học quan trọng cũng như cung cấp một cái nhìn thấu suốt nhằm lý giải sự phát triển của hội Thánh tiên khởi.

#### Các thư tín của Phao-lô
Đây là những thư được tin là do Sứ đồ Phao-lô viết cho những cá nhân hoặc nhóm tín hữu khác nhau. Tên của các thư tín này được gọi theo tên người nhận.
- Thư gửi tín hữu Rôma
- Thư thứ nhất gửi tín hữu Côrintô (Κόρινθος Kórinthos)
- Thư thứ hai gửi tín hữu Côrintô
- Thư gửi tín hữu Galát (Galatia)
- Thư gửi tín hữu Êphêsô (Έφεσος Ephesus)
- Thư gửi tín hữu Philípphê (Φἱλιπποι Philippoi)
- Thư gửi tín hữu Côlôxê (Colossae)
- Thư thứ nhất gửi tín hữu Thêxalônica (Θεσσαλονίκη Thessaloniki)
- Thư thứ hai gửi tín hữu Thêxalônica
- Thư thứ nhất gửi ông Timôthê
- Thư thứ hai gửi ông Timôthê
- Thư gửi ông Titô
- Thư gửi ông Philêmon
- Thư gửi tín hữu Do Thái (Tên của người viết không được nêu rõ trong thư này.)

#### Các thư tín chung
Là những thư được viết cho toàn thể Hội Thánh. Các thư này được gọi theo tên tác giả. Vào thời trung cổ chúng không được sắp xếp chung với các thư của Phao-lô, nhưng với sách Công vụ các Sứ đồ để trở thành bộ Praxapostolos.
- Thư của Giacôbê – Thánh Gia-cô-bê Công chính[a]
- Thư thứ nhất của Phêrô – Thánh Phê-rô[b]
- Thư thứ hai của Phêrô – Thánh Phê-rô[c]
- Thư thứ nhất của Gioan – Thánh Gioan Tông đồ[d][e]
- Thư thứ hai của Gioan – Thánh Gioan Tông đồ
- Thư thứ ba của Gioan – Thánh Gioan Tông đồ
- Thư của Giuđa – Giu-đa, anh em của Giacôbe

### Sách Tiên tri
- Sách Khải Huyền – Gioan "nhà tiên tri", được cho là trước tác bởi Sứ đồ Gioan.

## Ngôn ngữ
Ngôn ngữ đàm thoại phổ thông trong thời Chúa Giê-su là tiếng Aram. Tuy nhiên, nguyên bản của Tân Ước được viết bằng một phương ngữ Hy Lạp cổ (Koine Greek) được dùng phổ biến trong đại chúng tại các tỉnh thuộc Đế quốc La Mã vào thế kỷ thứ 1, từ đó được dịch ra các ngôn ngữ khác, quan trọng nhất là tiếng Latinh, tiếng Syria, và tiếng Copt. Nhiều giáo phụ cho rằng Phúc âm Mátthêu khởi thủy được viết bằng tiếng Hebrew (Do Thái), một số giáo phụ cũng tin rằng Phaolô viết thư Do Thái bằng tiếng Hebrew, sau đó được Luca dịch ra tiếng Hy Lạp. Cả hai quan điểm này đều không nhận được nhiều ủng hộ từ các học giả hiện đại, họ cho rằng dựa trên văn phong của Phúc âm Mátthêu và thư Do Thái, có thể suy đoán chúng được trước tác trong nguyên văn bằng tiếng Hy Lạp.
Cần lưu ý rằng nhiều sách trong Tân Ước, đặc biệt là Phúc âm Macô và Phúc âm Gioan được viết bằng thứ tiếng Hy Lạp chưa hoàn chỉnh. Chúng thua xa các tác phẩm cổ điển hoặc văn chương sáng tác bằng Hi văn bởi những tác giả thuộc giai tầng thượng lưu, thành phần ưu tú và các triết gia sống vào thời ấy.
Một số học giả cho rằng bản Tân Ước tiếng Aram là nguyên bản, còn bản Hi văn chỉ là bản dịch.

## Tác giả
Tân Ước được trước tác bởi nhiều người khác nhau. Niềm tin truyền thống cho rằng tất cả các sách này được viết bởi các sứ đồ hoặc bởi các môn đệ của họ (như Macô hay Luca). Song giới học giả hiện đại tỏ ra không đồng ý với quan điểm trên. Ngoại trừ thư Do Thái, không có nghi vấn nào về quyền tác giả của các sách kể trên cho đến thế kỷ 18 khi làn sóng tra vấn về thẩm quyền của Tân Ước bắt đầu bùng phát.
Bảy trong số các thư tín được viết bởi Phao-lô ngày nay được các học giả công nhận là chính xác bao gồm: Roma, 1 Côrintô, 2 Côrintô, Galat, Philipphê, 1 Thexalonica và Philêmôn. Nhưng họ không thể đồng ý với nhau có phải Phao-lô là tác giả của 2 Thessalonica, Colôsê và Ephêxô hay không. Nhìn chung, chỉ có giới học giả Tin Lành (Evangelical) chấp nhận quan điểm cho rằng Phao-lô là tác giả của các thư mục vụ (1 Ti-mô-thê, 2 Ti-mô-thê và Titô). Ngày nay, hầu như không có học giả nào cho rằng Phao-lô viết thư Do Thái. Thật vậy, cuộc tranh luận về tác giả thư Do Thái, thư tín duy nhất không có tên tác giả, bắt đầu từ thời kỳ các giáo phụ. Tertullian gợi ý đó là Barnabas, nhưng Clement thành Alexandria suy đoán rằng thư này được viết bởi Phao-lô, dịch bởi Luca hoặc bởi Clement thành Roma (sau này là Giáo hoàng Clement I). Còn Origen (Ὠριγένης), ngay giữa cuộc tranh luận, cho rằng "chỉ có Chúa mới biết" ai thật sự là tác giả.
Trong các sách được cho là viết bởi sứ đồ Gioan, Phúc âm Gioan và thư Gioan thứ nhất được chấp nhận là của Gioan, vấn đề còn lại là xem tác giả sách Khải Huyền là Gioan Tông đồ hay là một Gioan nào khác.
Vấn đề tìm kiếm tác giả cho các tác phẩm cổ đại như các sách trong Tân Ước được thể hiện rõ khi xem xét các sách Phúc âm.
Vì cớ nhiều chi tiết tương đồng được tìm thấy trong ba sách Phúc âm Matthêu, Macô, Luca, chúng được gọi là "Phúc âm đồng quan" (Synoptic Gospels). Ngược lại, có những câu chuyện và nội dung các cuộc đàm đạo chỉ được ký thuật trong Phúc âm Gioan, vì vậy sách này được xem là có quan điểm khác biệt với ba sách Phúc âm nêu trên.
Có một quan điểm được nhiều học giả phê phán Tân Ước chấp nhận là Giả thuyết Hai nguồn tư liệu. Theo đó, Phúc âm Matthêu và Phúc âm Luca được xây dựng trên nguồn tư liệu của Phúc âm Macô và từ một nguồn chung gọi là "Nguồn Q", từ thuật ngữ "Quelle" trong tiếng Đức nghĩa là "nguồn". Song bản chất và ngay cả sự hiện hữu của Q chỉ có tính suy diễn. Hầu hết các học giả chấp nhận giả thuyết này cho rằng Q là nguồn tư liệu duy nhất, trong khi những người khác tin Q là một tập hợp các tư liệu hoặc một số truyền khẩu. Từ những dữ liệu hiện có, không có thông tin nào giúp tìm ra tác giả của Q.

## Thời điểm trước tác
Theo truyền thống, những sách được viết đầu tiên là các thư tín của Phao-lô, các sách sau cùng được cho là của Gioan Tông đồ. Tương truyền Gioan có tuổi thọ cao, có lẽ đến 100 tuổi, tuy điều này xem ra không có nhiều tính thuyết phục. Irenaeus thành Lyons, vào khoảng năm 185, thuật rằng Phúc âm Mátthêu và Phúc âm Máccô (Macô hoặc Mác) được viết đang lúc Peter (Phê-rô hoặc Phi-e-rơ) và Phao-lô thuyết giáo tại Roma, có lẽ vào thập niên 60. Phúc âm Luca được trước tác một thời gian sau đó.
Người ta tin là Phúc âm Mác được viết sau năm 65, Phúc âm Mátthêu (Matthêu hoặc Ma-thi-ơ) được trước tác vào một thời điểm nào đó giữa năm 70 và 85. Thời điểm dành cho Phúc âm Luca được đặt trong khung thời gian giữa các năm 80 và 95. Sách được viết sớm nhất của Tân Ước có lẽ là 1 Thessalonica, một thư tín của Phao-lô, được viết khoảng năm 51 hoặc thư Galat vào năm 49.
Tuy nhiên, John A. T. Robinson, tác giả quyển Redating the New Testament (1976), cho rằng toàn bộ các sách Tân Ước được hoàn tất trước năm 70, thời điểm đền thờ tại Jerusalem bị huỷ phá. Theo lập luận của Robinson, sự phá hủy đền thờ đã được tiên báo bởi Chúa Giê-xu và được chép trong Ma-thi-ơ 24. 15 – 21 và Luca 23. 28 – 31, các tác giả của hai Phúc âm này và của các sách khác trong Tân Ước không thể không chỉ ra sự ứng nghiệm lời tiên tri. Quan điểm của Robinson được chấp nhận rộng rãi trong vòng các tín hữu Tin Lành (Evangelical).
Vào thập niên 1830, các học giả của trường Tübingen (tại Đức) ấn định thời điểm trước tác của các sách Tân Ước đến thế kỷ thứ 3, nhưng sự phát hiện một số bản cổ sao Tân Ước có niên đại năm 125 dẫn đến những nghi vấn về quan điểm này. Hơn nữa, Clement thành Roma vào năm 95, trong một bức thư gởi đến hội Thánh tại Corintho (Κόρινθος Kórinthos), trích dẫn 10 trong số 27 sách của Tân Ước, và trong một bức thư gởi hội Thánh tại Philippi (Φἱλιπποι Philippo), Polycarp trích dẫn 120 lần từ 16 sách Tân Ước.

## Tuyển chọn
Một quy trình phức tạp và kéo dài được áp dụng cho việc tuyển chọn (quy điển) cho Tân Ước. Đặc điểm của các sách được chọn là phải được đông đảo tín hữu công nhận là có tính soi dẫn khi được dùng trong thờ phụng và giảng dạy, phù hợp với bối cảnh lịch sử của chúng, và hài hòa với Kinh Thánh Do Thái (các cộng đồng Cơ đốc đầu tiên hầu hết là người Do Thái). Bằng cách này, các sách được công nhận là sự mặc khải về Giao Ước Mới phải vượt qua sự sàng lọc không phải tại các buổi họp của các công đồng nhưng tại các buổi thờ phụng kín giấu của các nông dân thuộc giai cấp hạ lưu trong thời kỳ hội Thánh đang bị bách hại.
Trong ba thế kỷ đầu của hội Thánh không có sự đồng thuận hoàn toàn về kinh điển Tân Ước. Vào thế kỷ thứ 2 xuất hiện một tuyển tập các thư tín và các sách Phúc âm được các nhà lãnh đạo hội Thánh xem là có thẩm quyền, bao gồm bốn sách Phúc âm và nhiều thư tín của Phao-lô. Justinô Tử đạo, Irenaeus và Tertullian (thuộc thế kỷ thứ 2) tin rằng chúng có sự linh hứng như Kinh Thánh Do Thái (Cựu Ước). Những sách khác, dù được tôn trọng và yêu thích, dần dần được xếp vào danh sách các thứ kinh.
Một trong những nỗ lực đầu tiên nhằm xác lập một bộ kinh điển đến từ Marcion. Ông bác bỏ toàn bộ Cựu Ước và chỉ giữ lại trong danh sách của mình Phúc âm Luca và mười trong số các thư tín của Phao-lô. Quan điểm không chính thống này, cùng với nền thần học khả tri (gnostic) của ông, bị đa số tín hữu khước từ.
Bộ kinh điển Tân Ước lần đầu tiên được liệt kê bởi Anathasius, Giám mục thành Alexandria, vào năm 367, trong một bức thư gởi cho các giáo đoàn của ông tại Ai Cập. Danh sách này ngày càng được chấp nhận rộng rãi cho đến khi có được sự đồng thuận tại công đồng lần thứ ba tại Carthage vào năm 397. Dù vậy, quyết định của công đồng này không phải là chung quyết. Vẫn còn tra vấn về thẩm quyền của một vài sách, đặc biệt là các sách Gia-cơ và Khải Huyền.

## Thẩm quyền
Dù các nhóm trong cộng đồng Cơ Đốc giáo đều tôn trọng Tân Ước, họ lại duy trì các quan điểm khác biệt về bản chất, mức độ và tính xác đáng của thẩm quyền Tân Ước. Các quan điểm này phụ thuộc vào khái niệm soi dẫn, liên quan đến vai trò của Thiên Chúa trong việc hình thành Tân Ước. Nhìn chung, vai trò của Thiên Chúa trong thuyết soi dẫn càng lớn thì các khái niệm về các tính chất không sai lầm, không mắc lỗi và có thẩm quyền của Kinh Thánh càng được khẳng định. Song không dễ định nghĩa các khái niệm này vì chúng được giải thích bởi các quan điểm khác nhau.
- Không sai lầm (infallibility) chỉ tính chân xác tuyệt đối của Kinh Thánh trong các vấn đề giáo lý.
- Không mắc lỗi (inerrancy) chỉ tính chân xác tuyệt đối của Kinh Thánh trong các vấn đề về sự kiện (bao gồm các sự kiện lịch sử và khoa học).
- Thẩm quyền (authoritativeness) chỉ tính chân xác của Kinh Thánh liên quan đến các vấn đề về đạo đức và sống đạo.

### Công giáo Rôma và Chính Thống giáo Đông phương
Đối với Công giáo Rôma và Chính Thống giáo Đông phương, đồng tồn tại hai nhân tố của sự mặc khải, Thánh Kinh và Thánh truyền (tức các truyền thống Tông đồ), được luận giải theo sự dạy dỗ của giáo hội. Theo thuật ngữ Công giáo, thẩm quyền giải thích kinh Thánh và truyền thống thuộc Magisterium (gồm có giáo hoàng và một số Giám mục thuộc quyền), trong khi Chính Thống giáo dành quyền này cho các công đồng.

### Kháng Cách
Xác tín với giáo lý Duy Thánh Kinh (xem Năm Tín lý Duy nhất), tín hữu Kháng Cách tin rằng đức tin, sống đạo và giáo huấn của họ phù hợp với Kinh Thánh và công nhận Kinh Thánh là thẩm quyền duy nhất. 

#### Tin Lành và Nền tảng
Những người theo khuynh hướng Tin Lành (Evangelicalism) và Nền tảng (Fundamentalism) tin rằng có hai nhân tố trong sự mặc khải: con người và thần thượng. Nhân tố con người hiện diện trong văn phong của các tác giả và nhân tố thần thượng trong sự soi dẫn của Chúa Thánh Linh sao cho mọi điều họ viết đều phù hợp với chân lý.
Trong vòng nước Mỹ, Bản Tuyên ngôn Chicago về tính Vô ngộ của Kinh Thánh được xem là sự trình bày khúc triết quan điểm của cộng đồng Tin Lành về vấn đề này: "Là sự mặc khải của Thiên Chúa, Kinh Thánh không mắc sai lầm trong toàn bộ giáo huấn, trọn vẹn trong sự mặc khải về công cuộc sáng tạo của Thiên Chúa, về những sự kiện lịch sử, về sự soi dẫn của Thiên Chúa trong các tác phẩm văn chương, cũng như lời chứng về ân điển cứu chuộc của Thiên Chúa trong đời sống của mỗi cá nhân."

#### Chính lưu và Tự do
Các nhóm Kháng Cách Chính lưu (mainstream) và Tự do (liberal) tin vào thẩm quyền và tính chân xác của Kinh Thánh nhưng họ tìm cách giải thích Kinh Thánh sao cho có thể bao hàm quan điểm của các trào lưu khác nhau, từ khuynh hướng Tin Lành cho đến khuynh hướng hoài nghi.